# Fantastic future
「Fantastic future」（ファンタスティック・フューチャー）は、田村ゆかりの楽曲。彼女の23枚目のシングルとして2013年4月17日にキングレコードから発売された。楽曲は畑亜貴が作詞、太田雅友が作曲を行なった。

## 概要
前作「W:Wonder tale」から2ヶ月ぶりのリリースとなる2013年2作目のシングル。
本曲は、テレビアニメ『変態王子と笑わない猫。』のオープニングテーマに起用された。内容は田村いわく「恋する女の子の気持ち」を歌ったかわいい曲で、サビでは同じフレーズが何度も繰り返される。曲調はミディアムだが、当初はかなりアップテンポで、曲調を少しずつ遅くして今の速さにしたという。PVは一卵性双生児の田村家4姉妹（あかり、ひかり、みかり、ゆかり）を田村が四役で演じる設定で、髪型も同じになっている。
シングルの2曲目「傷つく宝石」は、昭和の雰囲気が漂うアダルティな曲。
シングルの3曲目「だって×2ウキウキ」は、ジャズとブギーの要素が融合した曲だが、当初はあまりにもレトロすぎるので田村自身少し難色を示していた。しかしフィンガー5が歌う様子をイメージしたところ、ハードルの高さは大分払拭できたという。
シングルの4曲目「もうちょっとFall in Love」は、ライブを意識したさわやかで元気な曲に仕上がっている。 

## 収録曲
1. Fantastic future [4:15]
作詞：畑亜貴、作曲・編曲：太田雅友
テレビアニメ『変態王子と笑わない猫。』オープニングテーマ
2. 傷つく宝石 [4:12]
作詞：松井五郎、作曲：太田雅友、編曲：太田雅友、EFFY
3. だって×2ウキウキ [3:42]
作詞：小田倉奈知、作曲・編曲：小松一也
4. もうちょっとFall in Love [3:45]
作詞：小田倉奈知、作曲：太田雅友、編曲：太田雅友、EFFY、ブラスアレンジ編曲：竹上良成

## カバー
Fantastic future
- Pastel*Palettes［丸山彩（前島亜美）］ - ゲーム『バンドリ! ガールズバンドパーティ!』に収録（2018年6月10日追加）。2019年12月発売のアルバム『バンドリ！ ガールズバンドパーティ！ カバーコレクション Vol.3』でCD初収録。
- 明石真秀（各務華梨） - ゲーム『D4DJ Groovy Mix』に収録（2022年11月29日追加）。
- 諏訪ななか - 2023年1月18日発売の配信限定シングル『Fantastic future from CrosSing』に収録。カバーソングプロジェクト『CrosSing - Music＆Voice-』関連曲の楽曲としてのリリース。